# Kopargo
Kopargo (franska:Copargo) är en kommun i Benin.   Den ligger i departementet Donga, i den centrala delen av landet, 400 km norr om huvudstaden Porto-Novo. Orter i kommunen är Anandana, Copargo, Pabegu och Singre.